# Ich kenne nichts (das so schön ist wie du)
Ich kenne nichts (das so schön ist wie du) ist ein Lied des deutschen Soulsängers Xavier Naidoo und des US-amerikanischen Rappers RZA aus dem Jahr 2003. Das Lied erschien auch auf Englisch mit dem Titel I’ve Never Seen…

## Entstehung und Veröffentlichung
Das Lied wurde von den beiden Interpreten, zusammen mit Michael Herberger, geschrieben und produziert. Die Komposition entstammt der Zusammenarbeit aller drei Musiker, während der Text nur von Naidoo und RZA verfasst wurde. Organisatorisch in die Wege geleitet wurde die Kollaboration von der deutschen Wu-Tang Clan-Managerin Eva Ries aus Mannheim.
Die Erstveröffentlichung von Ich kenne nichts (das so schön ist wie du) erfolgte als Teil von RZAs Kompilation The World According to RZA am 28. April 2003 bei Virgin Records (Katalognummer: 724358425529). Hierbei erschien es jedoch in der englischsprachigen Version I’ve Never Seen…. Am 19. Mai 2003 erschien das Lied erstmals als Single bei Naidoo Records (Katalognummer: 5471700). Im Jahr 2003 erschien es auch als Teil der „Digipak“-Version von Naidoos drittem Studioalbum Zwischenspiel – Alles für den Herrn (Katalognummer: 910-66020).

## Mitwirkende
- Yvonne Betz – Begleitgesang
- Markus Born – Abmischung, Bass, Gitarre
- Robert Diggs (RZA) – Komposition, Liedtext, Musikproduktion, Rap
- Michael Herberger – Keyboard, Komposition, Musikproduktion
- Kosho – Gitarre
- Xavier Naidoo – Gesang, Komposition, Liedtext, Musikproduktion

## Rezeption

### Chartplatzierungen
In den deutschen Singlecharts erreichte das Lied die Chartspitze. Es verblieb insgesamt 45 Wochen in den Charts, davon 17 in den Top 10. In den Jahren 2008, 2010 und 2012 konnte sich das Lied erneut in den Charts platzieren. In Österreich stieg das Lied bis auf Platz zwei und verweilte 41 Wochen in den Charts, während es sich in der Schweiz auf Platz drei platzierte und dort 33 Wochen in den Charts vertreten war.
| ChartsChartplatzierungen | Höchstplatzierung | Wochen |
| ------------------------ | ----------------- | ------ |
| Deutschland (GfK)        | 1 (45 Wo.)        | 45     |
| Österreich (Ö3)          | 2 (41 Wo.)        | 41     |
| Schweiz (IFPI)           | 3 (33 Wo.)        | 33     |

| ChartsJahrescharts (2003) | Platzierung |
| ------------------------- | ----------- |
| Deutschland (GfK)         | 4           |
| Österreich (Ö3)           | 5           |
| Schweiz (IFPI)            | 6           |

| ChartsJahrescharts (2000–2009) | Platzierung |
| ------------------------------ | ----------- |
| Österreich (Ö3)                | 19          |

### Auszeichnungen für Musikverkäufe
| Land/Region        | Auszeichnungen für Musikverkäufe (Land/Region, Auszeichnung, Verkäufe) | Verkäufe |
| ------------------ | ---------------------------------------------------------------------- | -------- |
| Deutschland (BVMI) | Gold                                                                   | 150.000  |
| Österreich (IFPI)  | Platin                                                                 | 30.000   |
| Schweiz (IFPI)     | Gold                                                                   | 20.000   |
| Insgesamt          | 2× Gold · 1× Platin ·                                                  | 200.000  |